# Iguazú-vandfaldene
Iguazú/Iguaçu-vandfaldene (på portugisisk: Cataratas do Iguaçu, på spansk: Cataratas del Iguazú) er vandfald fra Iguaçu-floden på grænsen mellem den brasilianske (20%) delstat Paraná (i den sydlige del) og den argentinske (80%) provins Misiones, og ligger i den brasilianske Iguaçu Nationalpark og den argentinske Iguazú Nationalpark. Størstedelen af vandfaldene er på argentinsk område, mens det bedste udkigspunkt befinder sig på brasiliansk område.
Navnet stammer fra guarani-ordene í (vand) og guazú (stor).
Iguazu Falls regnes blandt verdens mest vandrige vandfald. Faldhøjden i Iguazu Falls er 70 meter, – enkelte steder op til 82 meter, og vandfaldene breder sig over næsten 2,7 kilometer, heraf med vand der fosser ud over kanten på 1,8 kilometer, via de 270 enkelte fald. Hvor det størst enkle fald, kaldes Devil's Throat (djævlens gab/svælg) og er ca. 300 meter bredt. 
Der fosser i gennemsnit 5.000 kubikmeter vand i sekundet i gennem Iguazu Falls, men dette tal dækker over perioder med stor vandmængde, 12.750 kubikmeter, mens der kan være andre perioder med næsten ingen vand, og andre perioder, hvor det har været udtørret, som tilfældet var i 28 dage i 1978. 
Det anbefales at se vandfaldene fra både den argentinske side, hvor de er vilde og voldsomme, og fra den brasilianske side hvor de er smukke. 
Ved vandfaldene ligger en anden turistattraktion nemlig vandkraftværket Itaipú.
Iguazú Nationalpark og Iguaçu Nationalpark kom på UNESCOs verdensarvsliste i 1984 henholdsvis 1986.